# Choe Deok-sin
Dans ce nom coréen, le nom de famille, Choe, précède le nom personnel.
Choe Deok-sin (coréen : 최덕신, chinois : 崔德新), né le 17 septembre 1914 et mort le 14 novembre 1989 à Pyongyang était un militaire et un homme politique coréen. Ministre des Affaires étrangères de Corée du Sud de 1961 à 1963, il s'occupe ensuite du mouvement religieux du Cheondogyo avant de devenir chef du parti Chondogyo-Chong-u en Corée du Nord entre 1986 et 1989.
Choe est né en 1914 alors que la Corée était dominée par le Japon. Il a fait sa formation d'officier à l'académie militaire de Chine dont il sort en 1936 pour servir dans l'armée chinoise. Il est promu colonel à la fin de la deuxième guerre mondiale. Il retourne ensuite en Corée du Sud et rentre à l'académie militaire. En 1949, il se forme dans les écoles militaires américaines de Fort Riley et de Fort Benning. Il retourne en Corée du Sud le 14 juillet 1950 au début de la guerre de Corée en tant que général commandant de la 11e division. Une de ses unités est responsable du massacre de Geochang perpétré entre les 9 et 11 février 1951 et du massacre de Sancheong et Hamyang du 7 février 1951.
En 1961, après le putsch du général Park Chung-hee, il devient ministre des Affaires étrangères du 11 octobre 1961 au 15 mars 1963. Il est ensuite ambassadeur de la république de Corée en Allemagne à Bonn de 1963 à 1967 avant de devenir le chef du mouvement religieux du Cheondogyo. Il émigre en 1977 aux États-Unis où il demande l'asile. Dans les années 1980, il entre en contact avec la Conférence coréenne pour la démocratie et la réunification, un groupe qui sympathise avec le régime nord-coréen de Kim Il-sung. En 1984, il visite pour la première fois Pyongyang, la capitale de la Corée du Nord. Il s'y installe deux ans plus tard avec sa femme Ryu Mi-yong en tant que président du comité central du parti Chondogyo-Chong-u. À sa mort en 1989, sa femme prend sa succession. Il était également vice-président du Comité pour une réunification pacifique et président du Conseil coréen des religions.